# Melobesioideae
Melobesioideae A.S. Harvey & Woelkerling, 1995  é o nome botânico  de uma subfamília de algas vermelhas pluricelulares da família Hapalidiaceae.

## Gêneros
- Agardhina, Antarcticophyllum, Apora, Chaetolithon, Clathromorphum, Eleutherospora, Epilithon, Exilicrusta, Hapalidium, Juergensia, Kvaleya, Leptophytum, Lithothamnion, Mastophoropsis, Melobesia, Mesophyllum, Phymatolithon, Polyporolithon, Sphaeranthera, Squamolithon, Stereophyllum, Synarthrophyton.